# Campeonato Baiano
Het Campeonato Baiano is het staatskampioenschap voetbal van de Braziliaanse staat Bahia. Bahia behoort met ruim 13 miljoen inwoners tot de grotere staten van Brazilië en leverde in 1959 en 1988 de landskampioen van Brazilië: EC Bahia. De staat is altijd present in het profvoetbal en haar clubs weten soms goede resultaten te behalen. De staat neemt de negende plaats in op de CBF-ranking in 2020 en zakte zo twee plaatsen. Deze notering geeft drie ploegen uit Bahia het recht op een plek in de eerste ronde van de nationale Série D, de ploegen die al in hogere divisies spelen niet meegerekend. De statelijke bond FBF bepaalt welke ploegen dit zijn. Meestal zijn dit de best presterende ploegen. Tot 2015 mochten slechts twee ploegen deelnemen.

## Geschiedenis
Het staatskampioenschap van Bahia is een van de oudste van Brazilië en het oudste van het noordoosten van het land. Al in 1905 werd het eerste kampioenschap gehouden, met Club Internacional de Cricket als winnaar. Deze eerste versie werd verder door slechts drie andere clubs gespeeld: Vitória, São Salvador en SC Bahiano.
Het kampioenschap werd decennialang gedomineerd door teams uit de hoofdstad Salvador, zoals Bahia en Vitória. In totaal speelden al 42 teams uit Salvador in de hoogste klasse. Pas in 1954 deden voor de eerste keer teams van het platteland mee. De eerste kampioen die niet uit Salvador kwam was Fluminense de Feira in 1963. Zij deden dit over in 1969 en daarna deed ook Palmeiras do Nordeste het in 2002. Bij deze laatste kampioen moet gezegd worden dat de topteams een onafhankelijk kampioenschap hadden georganiseerd. In 2006 kon ook Colo Colo de grote teams uit Salvador voorblijven.
In 2002 was er dus een kampioen van de bond en een kampioen van de door de clubs georganiseerde competitie. Dit gebeurde ook in 1938 toen in Bahia twee concurrerende bonden tegelijk een kampioenschap organiseerden, en in 1999 toen slechts een van de finaleduels gespeeld werd en de rechter uiteindelijk zowel Bahia als Vitória tot kampioen verklaarde.

## Nationaal niveau
Bij de invoering van de eerste nationale competitie, de Taça Brasil in 1959, werd Bahia de allereerste officiële landskampioen nadat Santos in de finale opzij gezet werd. Aan de Taça nam telkens de staatskampioen deel, dat was zes keer Bahiae n in 1963 speelde de club opnieuw de finale tegen Santos maar verloor deze keer. Vitória nam twee keer deel en Leônico en Fluminense de Feira beide één keer. Bij het rivaliserende kampioenschap, Torneio Roberto Gomes Pedrosa (1967-1970) nam Bahia vanaf 1968 elk jaar deel. Bij de start van de Série A was Bahia er ook bij, Vitória volgde een jaar later. Tot 1986 namen er nog verscheidene teams deel uit de staat, na dit jaar werd de competitie veel beperkter en konden enkel Bahia en Vitória overleven. Bahia degradeerde in 1997 een eerste keer en promoveerde terug in 2000. De club werd geen vaste waarde meer in de Série A en kon sindsdien niet langer dan vijf seizoenen op rij in de Série A spelen. Vitória degradeerde een eerste keer in 1982 en speelde daarna van 1986 tot 1991 en van 1993 tot 2004 in de Série A. Daarna speelde de club nog enkele keren in de Série A maar nooit meer dan drie opéénvolgende seizoenen.
In de Série B speelden buiten Bahia en Vitória ook Catuense meerdere seizoenen in de competitie. Sinds ook in de Série B geen automatisch ticket meer is voor de staat speelden buiten Vitória en Bahia geen andere clubs meer in de Série B. In 2021 degradeerde Vitória ook uit de Série B.
Catuense is met 9 seizoenen ook koploper in de Série C, waar Bahia en Vitória allebei speelden in 2006 toen het voetbal in Salvador tot een dieptepunt gezakt was. Na de invoering van de Série D, werd het opzet van de Série C nu dat van de Série D waardoor de staat elk jaar drie deelnemers mag afleveren. In 2017 slaagde Juazeirense er als eerste club van de staat in om te promoveren uit de Série D, maar degradeerde al na één seizoen. In 2019 promoveerde ook Jacuipense en kon hier drie seizoenen blijven.

## Winnaars
- 1905: Clube Internacional de Cricket
- 1906: São Salvador
- 1907: São Salvador
- 1908: Vitória
- 1909: Vitória
- 1910: Sport Club Santos Dumont
- 1911: Sport Club Bahia
- 1912: Atlético Futebol Clube
- 1913: Fluminense
- 1914: S. C. Internacional
- 1915: Fluminense
- 1916: Sport Club República
- 1917: Ypiranga
- 1918: Ypiranga
- 1919: Botafogo
- 1920: Ypiranga
- 1921: Ypiranga
- 1922: Botafogo
- 1923: Botafogo
- 1924: Associação Atlética da Bahia
- 1925: Ypiranga
- 1926: Botafogo
- 1927: Clube Bahiano de Tênis
- 1928: Ypiranga
- 1929: Ypiranga
- 1930: Botafogo
- 1931: Bahia
- 1932: Ypiranga
- 1933: Bahia
- 1934: Bahia
- 1935: Botafogo
- 1936: Bahia
- 1937: Galícia
- 1938: Bahia en Botafogo
- 1939: Ypiranga
- 1940: Bahia
- 1941: Galícia
- 1942: Galícia
- 1943: Galícia
- 1944: Bahia
- 1945: Bahia
- 1946: Guarany
- 1947: Bahia
- 1948: Bahia
- 1949: Bahia
- 1950: Bahia
- 1951: Ypiranga
- 1952: Bahia
- 1953: Vitória
- 1954: Bahia
- 1955: Vitória
- 1956: Bahia
- 1957: Vitória
- 1958: Bahia
- 1959: Bahia
- 1960: Bahia
- 1961: Bahia
- 1962: Bahia
- 1963: Fluminense de Feira
- 1964: Vitória
- 1965: Vitória
- 1966: Leônico
- 1967: Bahia
- 1968: Galícia
- 1969: Fluminense de Feira
- 1970: Bahia
- 1971: Bahia
- 1972: Vitória
- 1973: Bahia
- 1974: Bahia
- 1975: Bahia
- 1976: Bahia
- 1977: Bahia
- 1978: Bahia
- 1979: Bahia
- 1980: Vitória
- 1981: Bahia
- 1982: Bahia
- 1983: Bahia
- 1984: Bahia
- 1985: Vitória
- 1986: Bahia
- 1987: Bahia
- 1988: Bahia
- 1989: Vitória
- 1990: Vitória
- 1991: Bahia
- 1992: Vitória
- 1993: Bahia
- 1994: Bahia
- 1995: Vitória
- 1996: Vitória
- 1997: Vitória
- 1998: Bahia
- 1999: Bahia en Vitória
- 2000: Vitória
- 2001: Bahia
- 2002: Vitória
- 2003: Vitória
- 2004: Vitória
- 2005: Vitória
- 2006: Colo Colo
- 2007: Vitória
- 2008: Vitória
- 2009: Vitória
- 2010: Vitória
- 2011: Bahia de Feira
- 2012: Bahia
- 2013: Vitória
- 2014: Bahia
- 2015: Bahia
- 2016: Vitória
- 2017: Vitória
- 2018: Bahia
- 2019: Bahia
- 2020: Bahia
- 2021: Atlético Alagoinhas
- 2022: Atlético Alagoinhas
- 2023: Bahia
- 2024: Vitória

### Titels per team
| Club                      | Stad             | Titels | Seizoenen (1905-2024) |
| ------------------------- | ---------------- | ------ | --- |
| Bahia                     | Salvador         | 50     | (1931, 1933, 1934, 1936, 1938, 1940, 1944, 1945, 1947, 1948, 1949, 1950, 1952, 1954, 1956, 1958, 1959, 1960, 1961, 1962, 1967, 1970, 1971, 1973, 1974, 1975, 1976, 1977, 1978, 1979, 1981, 1982, 1983, 1984, 1986, 1987, 1988, 1991, 1993, 1994, 1998, 1999, 2001, 2012, 2014, 2015, 2018, 2019, 2020, 2023) |
| Vitória                   | Salvador         | 30     | (1908, 1909, 1953, 1955, 1957, 1964, 1965, 1972, 1980, 1985, 1989, 1990, 1992, 1995, 1996, 1997, 1999, 2000, 2002, 2003, 2004, 2005, 2007, 2008, 2009, 2010, 2013, 2016, 2017, 2024) |
| Ypiranga                  | Salvador         | 10     | (1917, 1918, 1920, 1921, 1925, 1928, 1929, 1932, 1939, 1951) |
| Botafogo                  | Salvador         | 7      | (1919, 1922, 1923, 1926, 1930, 1935, 1938) |
| Galícia                   | Salvador         | 5      | (1937, 1941, 1942, 1943, 1968) |
| Atlético Alagoinhas       | Alagoinhas       | 2      | (2021, 2022) |
| Fluminense de Feira       | Feira de Santana | 2      | (1963, 1969) |
| Fluminense de Salvador    | Salvador         | 2      | (1913, 1915) |
| São Salvador              | Salvador         | 2      | (1906, 1907) |
| AAB                       | Salvador         | 1      | (1924) |
| Leônico                   | Salvador         | 1      | (1966) |
| Santos Dumont             | Salvador         | 1      | (1910) |
| Bahiano de Tênis          | Salvador         | 1      | (1927) |
| Internacional de Salvador | Salvador         | 1      | (1914) |
| Atlético de Salvador      | Salvador         | 1      | (1912) |
| Bahia de Feira            | Feira de Santana | 1      | (2011) |
| Colo Colo                 | Ilhéus           | 1      | (2006) |
| Guarany                   | Salvador         | 1      | (1946) |
| Internacional de Cricket  | Salvador         | 1      | (1905) |
| República                 | Salvador         | 1      | (1916) |
| Sport Bahia               | Salvador         | 1      | (1911) |

## Eeuwige ranglijst
Vetgedrukt de clubs die in 2025 in de hoogste klasse spelen. In 1938 werden twee kampioenschappen gespeeld, er wordt voor dat jaar slechts één seizoen geteld.
| Club                     | Stad                   | /121 | Periode (1906-2025)                                         |
| ------------------------ | ---------------------- | ---- | ----------------------------------------------------------- |
| Vitória                  | Salvador               | 110  | 1905-1912, 1920-1929, 1932-1936, 1938-2001, 2003-           |
| Bahia                    | Salvador               | 94   | 1931-2001, 2003-                                            |
| Ypiranga                 | Salvador               | 75   | 1914-1915, 1917-1977, 1980-1981, 1984-1987, 1991, 1995-1999 |
| Botafogo                 | Salvador               | 74   | 1916-1977, 1979-1983, 1985-1989, 2013-2014                  |
| Galícia                  | Salvador               | 66   | 1934-1977, 1979-1983, 1986-1987, 1989-1999, 2014-2017       |
| Fluminense de Feira      | Feira de Santana       | 64   | 1954-1998, 2000-2001, 2003-2013, 2016-2021                  |
| Atlético Alagoinhas      | Alagoinhas             | 46   | 1971-1992, 1994-1995, 1999-2013, 2019-                      |
| Itabuna                  | Itabuna                | 39   | 1967-1993, 1997, 2003-2010, 2012, 2023-2024                 |
| Leônico                  | Salvador               | 30   | 1960-1964, 1966-1973, 1975-1990, 1992                       |
| Guarany                  | Salvador               | 29   | 1915, 1927-1929, 1932-1933, 1942-1953, 1955-1966            |
| Catuense                 | Catu                   | 26   | 1981-1998, 2002-2007, 2014-2015                             |
| Fluminense de Salvador   | Salvador               | 23   | 1913-1921, 1924-1937                                        |
| São Cristóvão            | Salvador               | 23   | 1931-1933, 1946-1953, 1959-1970                             |
| Bahia de Feira           | Feira de Santana       | 22   | 1967-1971, 1983, 1987, 2010-2024                            |
| Jequié                   | Jequié                 | 20   | 1970-1980, 1993-1997, 2018-2019, 2024-                      |
| Camaçari                 | Camaçari               | 20   | 1992-1996, 1998-2012                                        |
| Serrano                  | Vitória da Conquista   | 19   | 1981-1991, 1993-1994, 2003, 2011-2015                       |
| Jacuipense               | Riachão do Jacuípe     | 18   | 1990-1993, 1996, 2013-                                      |
| Colo Colo                | Ilhéus                 | 18   | 1967-1969, 2000-2011, 2015-2016, 2025-                      |
| Juazeiro                 | Juazeiro               | 16   | 1997-2008, 2011-2014                                        |
| Poções                   | Poções                 | 16   | 1994-2009                                                   |
| Vitória da Conquista     | Vitória da Conquista   | 16   | 2007-2022                                                   |
| Juazeirense              | Juazeiro               | 14   | 2012-                                                       |
| Redenção                 | Salvador               | 13   | 1968-1970, 1976-1985                                        |
| AAB                      | Salvador               | 11   | 1919-1929                                                   |
| Bahiano de Tênis         | Salvador               | 10   | 1920-1929                                                   |
| Jacobina                 | Jacobina               | 9    | 1994, 2015-2020, 2024-                                      |
| Internacional            | Salvador               | 9    | 1913-1921                                                   |
| Sul América              | Salvador               | 9    | 1913-1921                                                   |
| Feirense                 | Feira de Santana       | 9    | 2008-2016                                                   |
| Yankee                   | Salvador               | 8    | 1920-1921, 1924-1928, 1938                                  |
| São Salvador             | Salvador               | 7    | 1905-1909, 1911-1912                                        |
| Ipitanga da Bahia        | Lauro de Freitas       | 7    | 2005-2011                                                   |
| Conquista EC             | Vitória da Conquista   | 7    | 1967-1973                                                   |
| Santos Dumont            | Salvador               | 6    | 1906-1911                                                   |
| Cruzeiro                 | Cruz das Almas         | 6    | 1999-2004                                                   |
| Conquista FC             | Vitória da Conquista   | 6    | 1995-2000                                                   |
| Democrata                | Salvador               | 5    | 1924-1925, 1927, 1930, 1932                                 |
| Energia Circular         | Salvador               | 5    | 1932-1935, 1938                                             |
| ABB                      | Salvador               | 5    | 1978-1980, 1985-1986                                        |
| Doce Mel                 | Cruz das Almas         | 5    | 1988, 2020-2023                                             |
| Barcelona de Ilhéus      | Ilhéus                 | 4    | 2022-                                                       |
| Eunápolis                | Eunápolis              | 4    | 1995-1998                                                   |
| Palmeiras Nordeste       | Feira de Santana       | 4    | 2002-2005                                                   |
| Ilhéus                   | Ilhéus                 | 4    | 1970-1973                                                   |
| River Ilheense           | Ilhéus                 | 4    | 1994-1997                                                   |
| Bahiano                  | Salvador               | 3    | 1905-1907                                                   |
| Rio Vermelho             | Salvador               | 3    | 1910-1912                                                   |
| Santa Cruz               | Salvador               | 3    | 1920-1922                                                   |
| São Bento                | Salvador               | 3    | 1921-1923                                                   |
| Camaçariense             | Camaçari               | 3    | 2004-2006                                                   |
| Flamengo de Ilhéus       | Ilhéus                 | 3    | 1967-1969                                                   |
| Vitória de Ilhéus        | Ilhéus                 | 3    | 1967-1969                                                   |
| Ideal EC                 | Santo Amaro            | 3    | 1968-1970                                                   |
| São Francisco            | São Francisco do Conde | 3    | 1996-1998                                                   |
| Humaitá                  | Vitória da Conquista   | 3    | 1976-1977, 1980                                             |
| UNIRB                    | Alagoinhas             | 2    | 2021-2022                                                   |
| Atlântico                | Lauro de Freitas       | 2    | 2017-2018                                                   |
| Internacional de Cricket | Salvador               | 2    | 1905-1906                                                   |
| Sport Club Bahia         | Salvador               | 2    | 1911-1912                                                   |
| República                | Salvador               | 2    | 1916-1917                                                   |
| Nacional                 | Salvador               | 2    | 1920-1921                                                   |
| Auto Bahia               | Salvador               | 2    | 1923-1924                                                   |
| Royal Sport Club         | Salvador               | 2    | 1930-1931                                                   |
| Brasil                   | Salvador               | 2    | 1935-1936                                                   |
| Palestra                 | Salvador               | 2    | 1972-1973                                                   |
| Barreiras                | Barreiras              | 2    | 2001-2002                                                   |
| Flamengo de Guanambi     | Guanambi               | 2    | 2016-2017                                                   |
| Madre de Deus            | Madre de Deus          | 2    | 2009-2010                                                   |
| Jacobinense              | Jacobina               | 1    | 2023                                                        |
| Atlético                 | Salvador               | 1    | 1912                                                        |
| São Paulo                | Salvador               | 1    | 1910                                                        |
| Ideal FC                 | Salvador               | 1    | 1913                                                        |
| Brasileiro               | Salvador               | 1    | 1914                                                        |
| Itapagipe                | Salvador               | 1    | 1920                                                        |
| Antártica                | Salvador               | 1    | 1932                                                        |
| CMTC                     | Salvador               | 1    | 1966                                                        |
| Estrela de Março         | Salvador               | 1    | 1966                                                        |
| Monter Líbano            | Salvador               | 1    | 1970                                                        |
| Botafogo EC              | Santo Amaro            | 1    | 1982                                                        |
| Porto                    | Porto Seguro           | 1    | 2025-                                                       |